# Groupe de NGC 5614
Le groupe de NGC 5614 comprend au moins quatre galaxies situées dans la constellation du Bouvier. La distance moyenne entre ce groupe et la Voie lactée est d'environ 58,3 Mpc (∼190 millions d'al). 

## Membres
Le tableau ci-dessous liste les quatre galaxies du groupe indiquées dans l'article de A.M. Garcia paru en 1993.
À ces quatre galaxies, il faut ajouter PGC 214249, car cette galaxie est en interaction avec NGC 5579.
| Nom        | Class.      | Type                  | α (J2000.0)   | δ (J2000.0) | Vitesse radiale (km/s) | m                    | Distance (Mpc) | Diamètre (kal) |
| ---------- | ----------- | --------------------- | ------------- | ----------- | ---------------------- | -------------------- | -------------- | -------------- |
| NGC 5533   | SA(rs)ab    | Spirale               | 14h 16m 07.7s | 35° 20′ 38″ | 3857 ± 4               | 11,8                 | 59,6 ± 4,2     | 170            |
| NGC 5579   | SABcd       | Spirale intermédiaire | 14h 20m 26.5s | 35° 11′ 20″ | 3611 ± 1               | 13,6                 | 55,9 ± 3,9     | 101            |
| NGC 5614   | SA(r)ab pec | Spirale               | 14h 24m 07.6s | 34° 51′ 32″ | 3891 ± 4               | 11,7                 | 60,0 ± 4,2     | 95             |
| NGC 5615   | S(l)a? pec  | Spirale               | 14h 24m 06.5s | 34° 51′ 54″ | 3907 ± 4               | 14,7                 | 60,2 ± 4,2     | 13             |
| PGC 214249 | ?           | ?                     | 14h 20m 27.9s | 35° 09′ 39″ | 3613 ± 2               | 16,950 ± 0,025 asinh | 55,9 ± 3,9     | 21             |

Le site DeepskyLog permet de trouver aisément les constellations des galaxies mentionnées dans ce tableau ou si elles ne s'y trouvent pas, l'outil du site constellation permet de le faire à l'aide des coordonnées de la galaxie. Sauf indication contraire, les données proviennent du site NASA/IPAC.